# Palmar Aquiche Primero
Palmar Aquiche Primero är en ort i Mexiko.   Den ligger i kommunen Tantoyuca och delstaten Veracruz, i den sydöstra delen av landet, 240 km norr om huvudstaden Mexico City. Palmar Aquiche Primero ligger 123 meter över havet och antalet invånare är 504.
Terrängen runt Palmar Aquiche Primero är platt. Runt Palmar Aquiche Primero är det ganska tätbefolkat, med 72 invånare per kvadratkilometer. Närmaste större samhälle är Tantoyuca, 8,4 km sydost om Palmar Aquiche Primero. Trakten runt Palmar Aquiche Primero består till största delen av jordbruksmark.